# Maratona aquática no Campeonato Mundial de Esportes Aquáticos de 2017 - 5 km feminino
Os 5 km da Maratona Aquática feminina é um dos eventos do Campeonato Mundial de Esportes Aquáticos de 2017 que foi realizado no dia 19 de julho de 2017 na cidade de Budapeste, na Hungria. 

## Medalhistas
| Ouro                  | Prata                | Bronze                  |
| Ashley Twichell (USA) | Aurélie Muller (FRA) | Ana Marcela Cunha (BRA) |

## Resultados
A prova foi realizada no dia 19 de julho às 10:00. 
| Pos.              | Nadadora              | Nacionalidade  | Tempo       |
| ----------------- | --------------------- | -------------- | ----------- |
| Medalha de ouro   | Ashley Twichell       | Estados Unidos | 59:07.0     |
| Medalha de prata  | Aurélie Muller        | França         | 59:10.5     |
| Medalha de bronze | Ana Marcela Cunha     | Brasil         | 59:11.4     |
| 4                 | Sharon van Rouwendaal | Países Baixos  | 59:11.5     |
| 5                 | Haley Anderson        | Estados Unidos | 59:26.2     |
| 6                 | Giulia Gabbrielleschi | Itália         | 59:26.4     |
| 7                 | Michelle Weber        | África do Sul  | 59:27.5     |
| 7                 | Kiah Melverton        | Austrália      | 59:27.5     |
| 9                 | Kalliopi Araouzou     | Grécia         | 59:28.0     |
| 10                | Kareena Lee           | Austrália      | 59:28.9     |
| 11                | Finnia Wunram         | Alemanha       | 59:32.1     |
| 12                | Martina Caramignoli   | Itália         | 1:00:48.3   |
| 13                | Paula Ruiz            | Espanha        | 1:00:49.1   |
| 14                | Valeriia Ermakova     | Rússia         | 1:00:51.9   |
| 15                | Samantha Arévalo      | Equador        | 1:00:52.9   |
| 16                | Minami Niikura        | Japão          | 1:00:55.0   |
| 17                | Lei Shan              | China          | 1:00:57.1   |
| 18                | Špela Perše           | Eslovênia      | 1:01:12.3   |
| 19                | Angelica María        | Portugal       | 1:01:13.3   |
| 20                | Betina Lorscheitter   | Brasil         | 1:01:14.1   |
| 21                | Yukimi Moriyama       | Japão          | 1:01:14.5   |
| 22                | Alena Benešová        | Chéquia        | 1:01:14.7   |
| 23                | Krystyna Panchishko   | Ucrânia        | 1:01:24.4   |
| 24                | Leonie Beck           | Alemanha       | 1:01:26.4   |
| 25                | Vânia Neves           | Portugal       | 1:01:27.7   |
| 26                | Lenka Štěrbová        | Chéquia        | 1:01:27.9   |
| 27                | Janka Juhász          | Hungria        | 1:01:52.5   |
| 28                | Melinda Novoszáth     | Hungria        | 1:01:57.3   |
| 29                | Breanne Siwicki       | Canadá         | 1:01:59.8   |
| 30                | Xeniya Romanchuk      | Cazaquistão    | 1:02:00.3   |
| 31                | María Mata            | México         | 1:02:02.5   |
| 32                | Justyna Burska        | Polónia        | 1:02:02.5   |
| 33                | Souad Cherouati       | Argélia        | 1:02:02.5   |
| 34                | Qu Fang               | China          | 1:02:02.8   |
| 35                | Mariia Novikova       | Rússia         | 1:02:03.1   |
| 36                | Martha Aguilar        | México         | 1:02:04.9   |
| 37                | Eden Girloanta        | Israel         | 1:02:06.1   |
| 38                | Charlotte Webby       | Nova Zelândia  | 1:02:07.6   |
| 39                | María Bramont-Arias   | Peru           | 1:02:08.2   |
| 40                | Mayte Puca            | Argentina      | 1:03:41.0   |
| 41                | Robyn Kinghorn        | África do Sul  | 1:03:41.5   |
| 42                | Chaya Zabludoff       | Israel         | 1:03:44.3   |
| 43                | Maryna Kyryk          | Ucrânia        | 1:03:51.3   |
| 44                | Jelena Ječanski       | Sérvia         | 1:04:31.3   |
| 45                | Mahina Valdivia       | {CHI}}         | 1:06:11.5   |
| 46                | Sandy Atef            | Egito          | 1:06:11.8   |
| 47                | Ruthseli Aponte       | Venezuela      | 1:06:55.9   |
| 48                | Lok Hoi Man           | Hong Kong      | 1:07:05.2   |
| 49                | Fatima Flores         | El Salvador    | 1:07:09.4   |
| 50                | Heba El-Khouly        | Egito          | 1:07:39.2   |
| 51                | Patricia Guerrero     | Equador        | 1:08:13.2   |
| 52                | Nip Tsz Yin           | Hong Kong      | 1:09:02.5   |
| 53                | Karolína Balážiková   | Eslováquia     | 1:09:25.0   |
| 54                | Nina Rakhimova        | Cazaquistão    | 1:09:28.7   |
| 55                | Merle Liivand         | Estónia        | 1:11:25.8   |
| 56                | Raquel Duran          | Costa Rica     | 1:11:34.8   |
| 57                | Cindy Toscano         | Guatemala      | 1:11:55.7   |
| —                 | Anna Jaeger           | Azerbaijão     | OTL         |
| —                 | Alice Dearing         | Reino Unido    | Não começou |
| —                 | Danielle Huskisson    | Reino Unido    | Não começou |

Legenda
| Recorde mundial       | Recorde mundial (World record)               |                       | Recorde africano                      | Recorde africano (African) |                                           | Q | Classificado por posição (Qualified) |
| Recorde do campeonato | Recorde do campeonato (Championship record)  | Recorde da América    | Recorde da América (Americas)         | q                          | Classificado por melhor tempo (Qualified) |   |                                      |
| Melhor marca do ano   | Melhor marca do ano (World leading)          | Recorde asiático      | Recorde asiático (Asian)              | DNS                        | Não largou (Did not start)                |   |                                      |
| Recorde nacional      | Recorde nacional (National record)           | Recorde europeu       | Recorde europeu (European)            | DNF                        | Não terminou (Did not finish)             |   |                                      |
| Recorde pessoal       | Recorde pessoal do atleta (Personal best)    | Recorde da Oceania    | Recorde da Oceania (Oceania)          | DSQ / DQ                   | Desclassificado (Disqualified)            |   |                                      |
| Recorde da temporada  | Recorde da temporada do atleta (Season best) | Recorde sul-americano | Recorde sul-americano (South America) | NM                         | Sem marca (No mark)                       |   |                                      |